# Refuge faunique national de Togiak
Pour les articles homonymes, voir Togiak.
Le refuge faunique national de Togiak (en anglais : Togiak National Wildlife Refuge) est une réserve faunique située en Alaska aux États-Unis. Son statut a été établi en 1980 par l'Alaska National Interest Lands Conservation Act, et il couvre plus de 16 000 km², ce qui en fait le quatrième par la taille des refuges fauniques de l'Alaska et des Etats-Unis.
Dominé par les montagnes Akhlun au nord, il est baigné par les eaux froides de la baie de Bristol au sud. Son relief est sculpté par l'érosion glaciaire, ainsi que par les tremblements de terre et les éruptions volcaniques. Il est le quatrième par la taille des refuges fauniques de l'Alaska et des Etats-Unis.  Il est bordé au sud-est par le Wood-Tikchik State Park, le plus grand parc d’État des États-Unis.

## Faune
On y trouve 48 espèces différentes de mammifères, dont 31 terrestres et 17 marins. Il héberge aussi 150 000 caribous, des loups, élans, ours bruns et ours noirs, gloutons, coyotes, lynx canadiens, renards roux, renards arctiques, marmottes, castors, martres et porcs-épics. Parmi les mammifères marins on y rencontre des phoques, otaries, morses et baleines qui fréquentent à diverses saisons ses 600 milles (966 km) de côtes.
Deux-cents espèces d'oiseaux ont été dénombrées dans le parc : guillemots, faucons pèlerin, bécassins, bruants lapons ainsi qu'une grande variété d'oiseaux marins.
Il a aussi été découvert 500 espèces différentes de plantes.

## Galerie de photographies

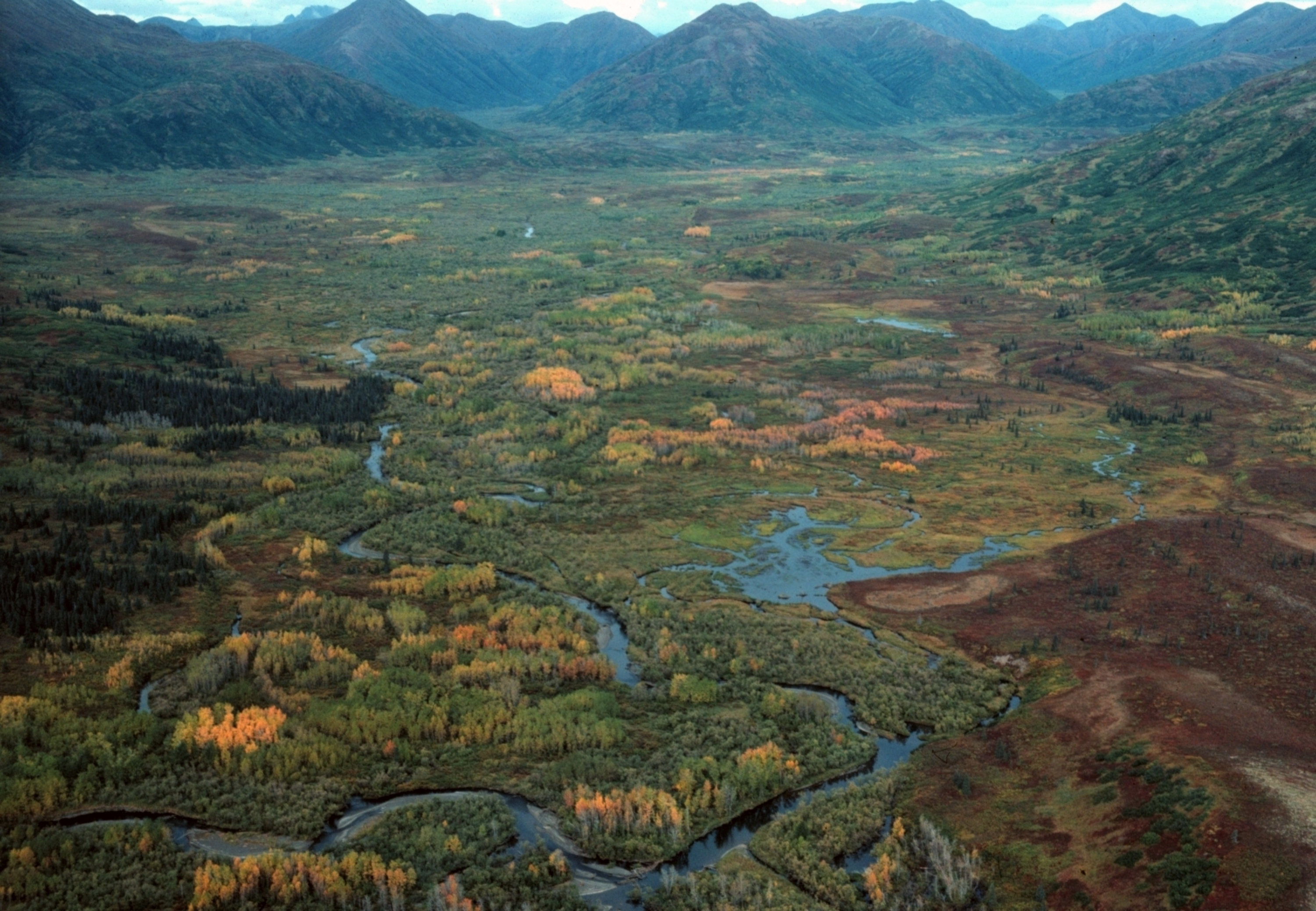
Le parc en automne
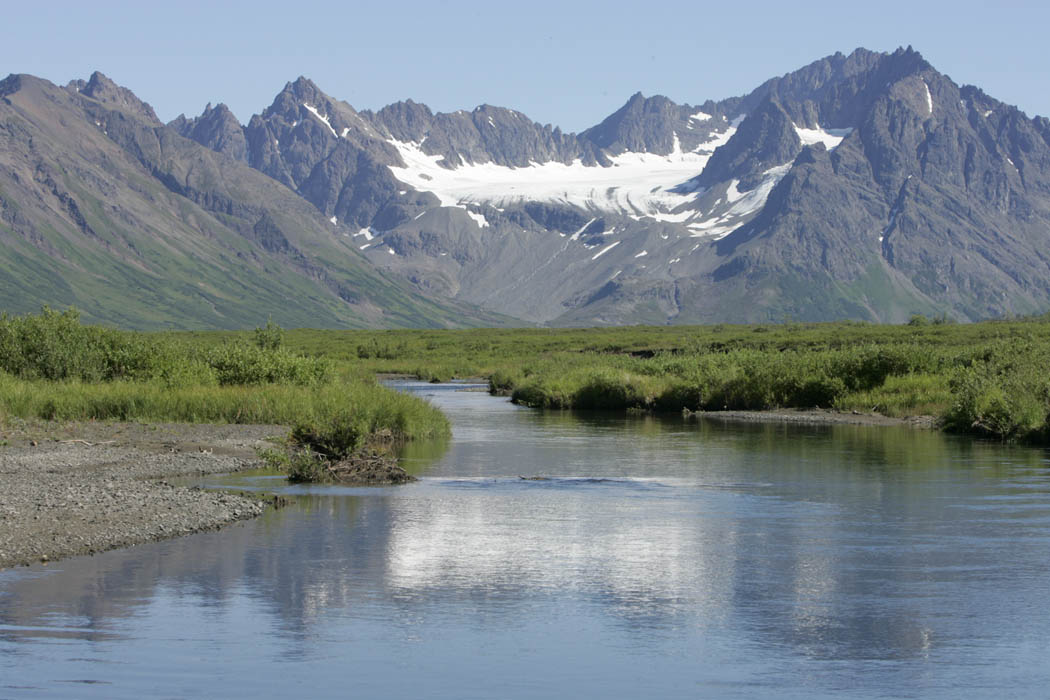
Montagne et rivière
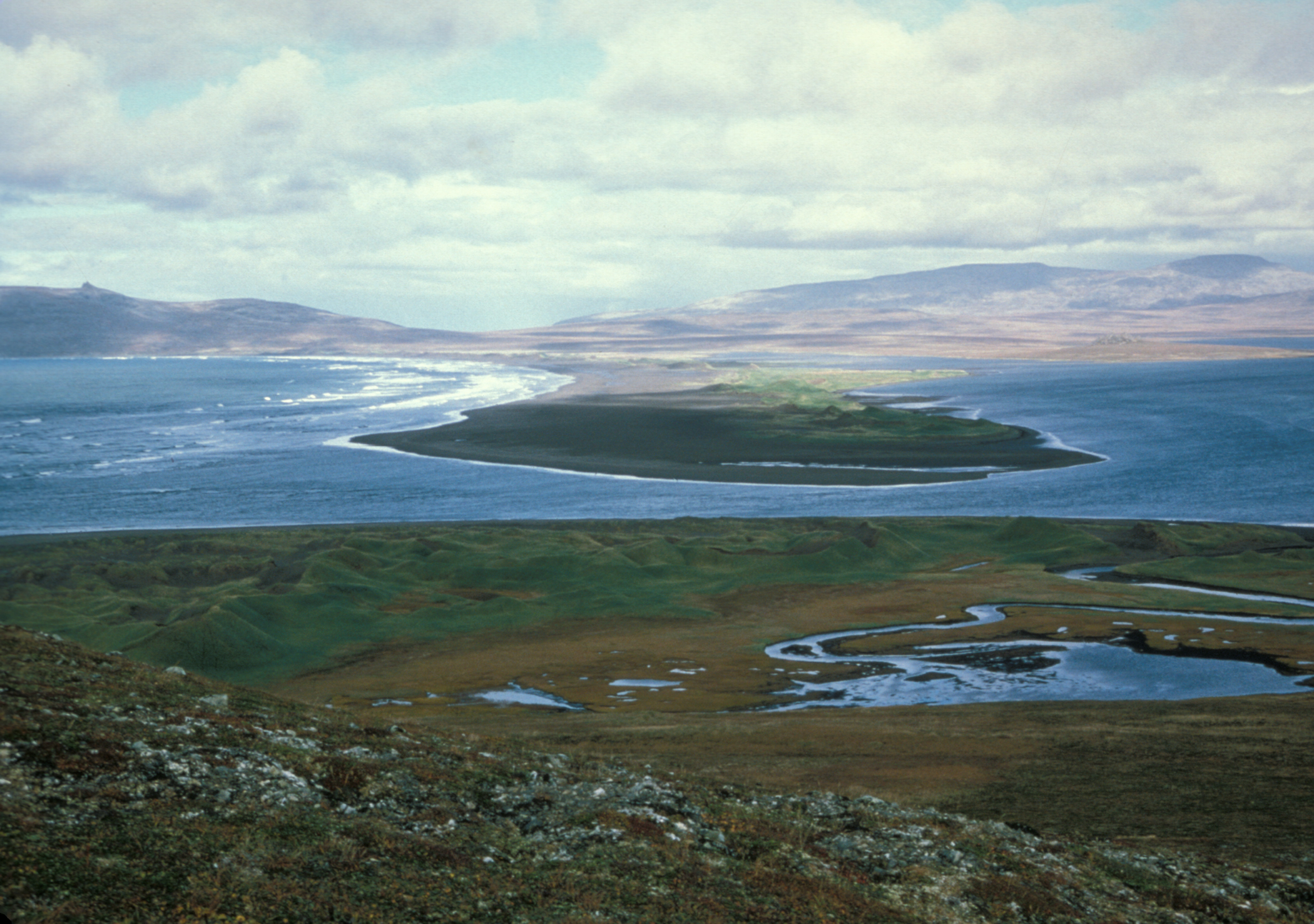
Cap Newenham dans le parc
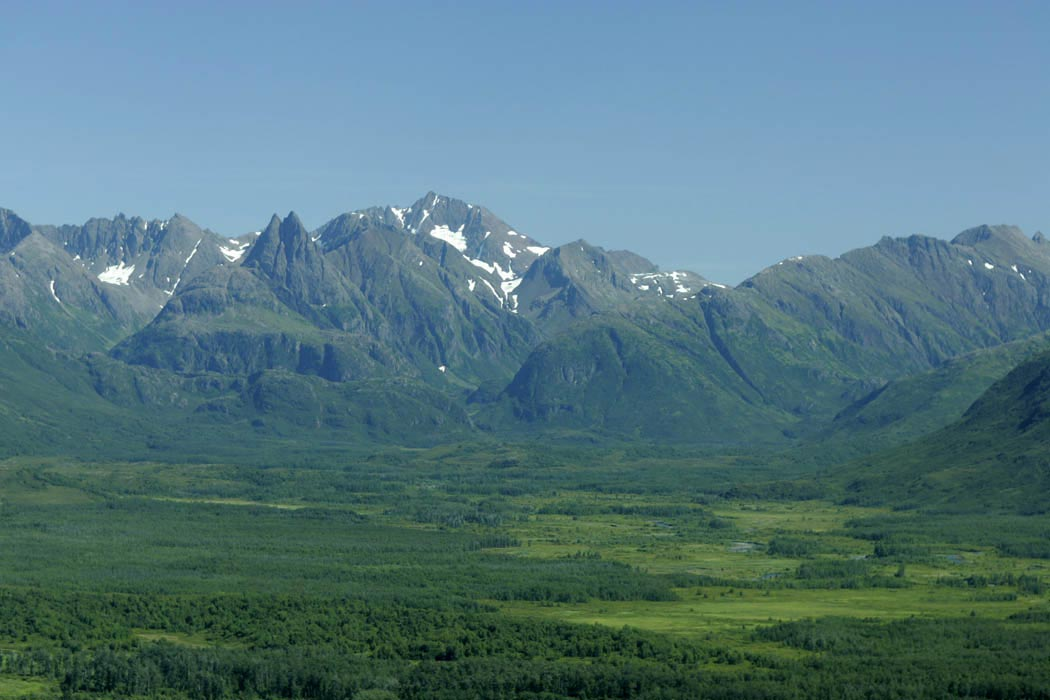
Vue du parc